# Nick Hamilton

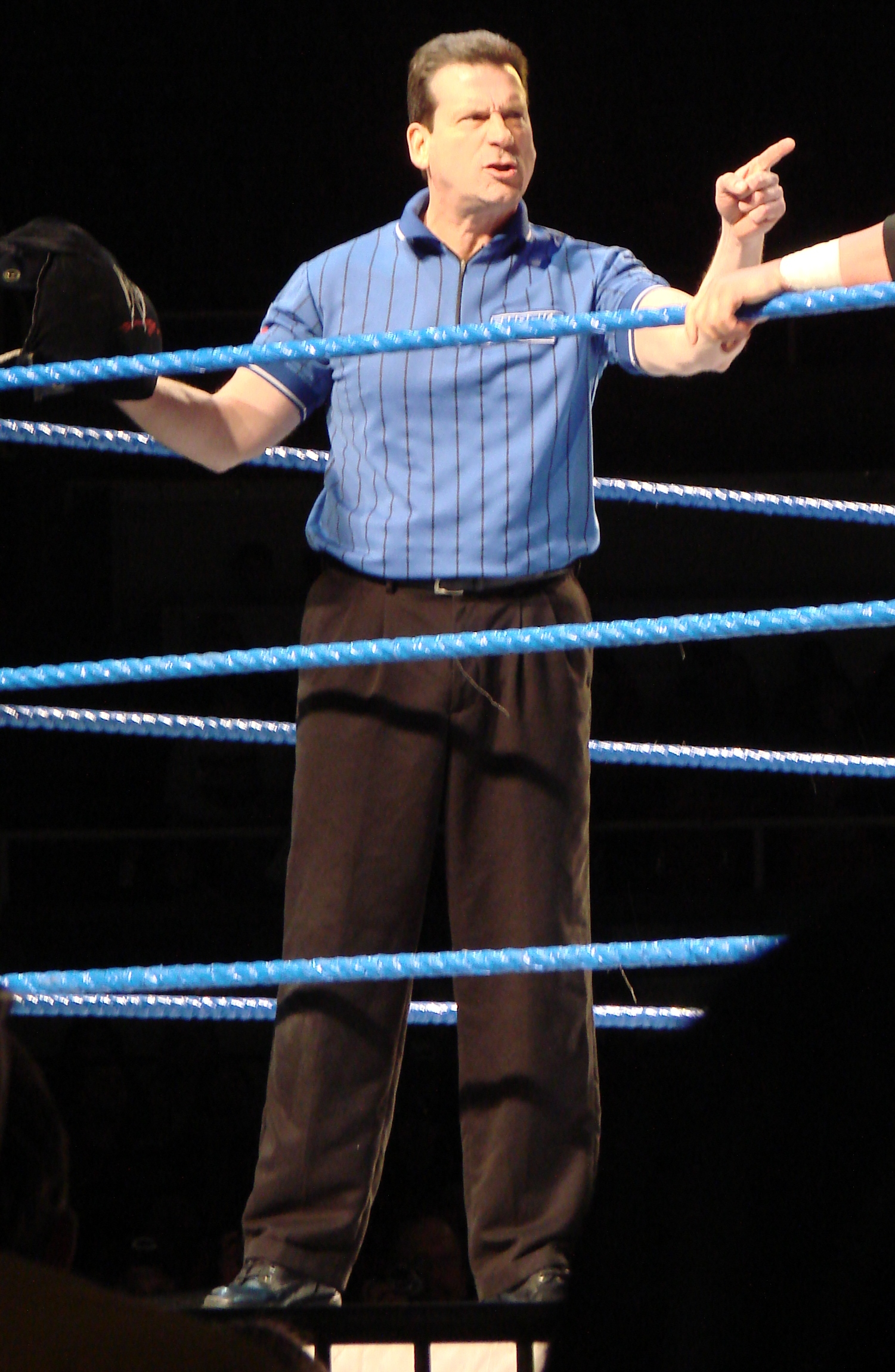
Nick Patrick, 2007

Joseph Nicholas Patrick Hamilton, Jr. (nascido em 9 de novembro de 1959, em Lakeland, Flórida), mais conhecido pelo seu ring name Nick Patrick é um árbitro de wrestling profissional, que trabalhou para a WWE, no programa SmackDown. Além disso, trabalha na Deep South Wrestling e na Florida Championship Wrestling.
Ele entrou na companhia em 1979, mas apenas em 1996, ele começou a ganhar destaque na National Wrestling Alliance. Já ganhou vários títulos como árbitro e árbitro principal. Em agosto de 2008, foi despedido da WWE